# Горозавр
Горозавр (яп. ゴロザウルス) — персонаж японских фильмов кинокомпании Toho, динозавр-кайдзю, появившийся впервые в фильме «Побег Кинг-Конга». Горозавр является одним из монстров в мире Годзиллы.

## Описание
Горозавр является гигантским тероподом, больше всего напоминающим мегалозавра и акрокантозавра (хотя отдалённо похож и на гиганотозавра). Горозавр передвигается высоко держа большую голову, при этом его хвост иногда неестественно изогнут вверх дугой. На маленьких передних лапах по три пальца. В отличие от большинства других кайдзю, у Горозавра нет никаких сверхспособностей: он не может извергать атомный луч, подобно Годзилле, или молнии, как Кинг Гидора, но зато он может подпрыгивать, как кенгуру, и при этом бить лапами врага. В фильме «Уничтожить всех монстров» выясняется, что Горозавр может рыть подземные ходы, подобно другому кайдзю из того же фильма — Барагону.

### Размеры
При первом появлении рост Горозавра составлял 35 м, а вес 8 000 т. Позже, когда этот монстр стал персонажем фильма с Годзиллой, его габариты были увеличены до 50 м в высоту и 22 000 т веса, чтобы динозавр не выглядел слишком мелким в сравнении с другими монстрами.

## Взаимоотношения с другими персонажами
- Кинг-Конг — гигантская горилла, проживающая вместе с Горозавром на удалённом от континента острове, природный враг Горозавра;
- Годзилла — мутировавший от радиации динозавр, союзник Горозавра;
- Мотра — исполинская бабочка, содержавшаяся на одном участке с Горозавром на острове-заповеднике;
- Кинг Гидора — инопланетный трёхголовый дракон, враг Горозавра и всех остальных монстров с острова;
- Родан — громадный птеранодон, союзник Горозавра;
- Механи-Конг — огромный робот;
- Минилла — сын Годзиллы, союзник Горозавра;
- Кумонга — гигантский хищный паук;
- Манда — морской дракон;
- Килааки — пришельцы, которые хотели покорить Землю и использовали для этой цели контролируемых монстров, в том числе и Горозавра;
- Варан — огромный доисторический летучий дракон;
- Барагон — мутировавший подземный цератозавр;
- Ангирус — похожий на ехидну гигантский анкилозавр;
- Камакурас — исполинский богомол;
- Эбира — колоссальная креветка;
- Габара — странная двуногая лягушка;
- Оокондору — гигантский кондор;
- Морская змея (в фильме Побег Кинг-Конга);
- Гайган — инопланетный киборг;
- Бабушка Сони и Гриши(м\с Заврики)

## Фильмы
Горозавр присутствует только в первой эре франшизы с Годзиллой — Сёве (1954—1975 гг).
- «Побег Кинг-Конга» (1967). Тут Горозавр обитает на острове Мондо по соседству с Кинг-Конгом. Оба чудовища враждуют за территорию и пищу.
- «Уничтожить всех монстров» (1968). Здесь Горозавр показан одним из монстров, обитающих на острове-заповеднике, на одном участке с ним содержится Мотра. Под контролем пришельцев Килааков Горозавр атаковал Париж, а к концу фильма вместе со всеми остальными монстрами сражался с Кинг Гидорой, причём принимал в битве самое непосредственное участие.
- «Атака Годзиллы» (1969). В этом фильме Горозавр появляется лишь в коротком эпизоде, он — один из нескольких монстров, привидевшихся во сне главному герою фильма.
- «Годзилла против Гайгана» (1972). И здесь Горозавру также отводится совсем незначительная роль, он мельком показан среди прочих обиталетей Острова Монстров.

Также Горозавр участвует в сериале «Ike! Godman».

## Влияние образа
- На Горозавра очень похож тираннозавр из фильма «Последний динозавр» 1977 года.
- Также с Горозавром имеет сходство гигантский варан Комодитракс из мультсериала о Зилле.